# كتائب الايوبي
كتائب الأيوبي إحدى تنظيمات جهادية بالعراق والكتائب هي الذراع العسكري للجبهة الإسلامية للمقاومة العراقية جامع التي تميل للمشرب الفكري للاخوان المسلمين في العراق.